# 田舎の刑事シリーズ
田舎の刑事シリーズ（いなかのけいじシリーズ）は、滝田務雄による日本の推理小説のシリーズ。2006年に第3回ミステリーズ!新人賞を受賞したデビュー短編「田舎の刑事の趣味とお仕事」から始まる。単行本の表紙イラストは、第2作までが西山クニ子、第3作はトヨクラタケル。
2012年に、「デカ 黒川鈴木」のタイトルで板尾創路主演でテレビドラマ化された。

## 書誌情報
- 田舎の刑事の趣味とお仕事
  - 単行本：2007年8月30日、東京創元社〈ミステリ・フロンティア〉、ISBN 978-4-488-01741-5
  - 文庫本：2009年9月30日、東京創元社〈創元推理文庫〉、ISBN 978-4-488-49901-3
- 田舎の刑事の闘病記
  - 単行本：2009年11月20日、東京創元社〈ミステリ・フロンティア〉、ISBN 978-4-488-01754-5
  - 文庫本：2011年12月22日、東京創元社〈創元推理文庫〉、ISBN 978-4-488-49902-0、『田舎の刑事の動物記』に改題
- 田舎の刑事の好敵手（長編）
  - 単行本：2014年12月26日、東京創元社〈ミステリ・フロンティア〉、ISBN 978-4-488-01787-3

## 登場人物
黒川 鈴木（くろかわ すずき）
平和な田舎町の警察官。階級は巡査部長。既婚者。酒もタバコもギャンブルもやらない真面目人間。
卓越した推理力を持ち、人間の犯罪者との知恵比べならば負けない自信があるが、白石のように動物的な本能で動く相手は苦手である。
白石 高作（しらいし こうさく）
黒川の部下。無能が服を着て歩いているような男で、黒川からは「脳みそがない」となどと再三にわたってこき下ろされるが、当人は全く気にしていない。
赤木 忠志（あかぎ ただし）
黒川の部下。若く真面目な性格でやる気も人一倍。ダーティハリーに憧れて刑事を志したが、いつも黒川や白石に振り回されている。登場人物の中では唯一の常識人。
黒川の妻
「〜ますわ」「〜ですわよ」といった丁寧な口調で話す上品で清楚な雰囲気の夫人。事件の野次馬として現場に現れては予測不能な言動で黒川たちを翻弄する。
夫に対する不満があっても表立ってそれを口にするようなことはないが、腹話術の人形を使って夫の面前で安月給の悪態をつくなど、見た目とは裏腹にかなり腹黒い性格でもある。
警察署長
温厚で優しく好々爺然とした雰囲気を持っているが、その一方で署の掲示板を私物化して孫の作品を掲示する爺バカぶりを発揮している。

## 収録作品
田舎の刑事の趣味とお仕事
| 田舎の刑事の趣味とお仕事   | 『ミステリーズ!』vol.19 （2006年10月） | ワサビ農園からワサビが大量に盗まれ、温室のガラスまで割られる。犯行時刻付近に路線バスの乗客数人が、車のヘッドライトを目撃していた。                                   |
| 田舎の刑事の魚と拳銃       | 書き下ろし                             | 森林で作業中の営林所の職員が、杉の木に数発の銃弾が撃ち込まれているのを発見する。近くの人造湖では暴力団幹部が趣味の釣りを楽しんでいた。                               |
| 田舎の刑事の危機とリベンジ | 書き下ろし                             | コンビニ強盗に遭遇した黒川が犯人の人数を見誤り、人質に取られてしまう。だが、警官隊の突入後、店内から犯人の姿が消えていた。                                           |
| 田舎の刑事の赤と黒         | 『ミステリーズ!』vol.22 （2007年4月）  | 「亡き妻が残した時価2億円のルビーをカラスに盗まれた」、そう訴える男が懸賞金をかけ、一攫千金を狙った人々がカラスの巣を探して、器物破損や不法侵入が相次ぐ。            |
| 田舎の刑事のウサギと猛毒   | 書き下ろし                             | 刑務所を出所後、以前の職場から大量の青酸カリを盗み出した男が自殺する。服役前にストーカーしていた女性への仕返しに、彼女の生活圏内に青酸カリを仕掛けた可能性が浮かぶ。 |
田舎の刑事の闘病記
| 田舎の刑事の夏休みの絵日記 | 書き下ろし                             | うだるような暑い夏の日、署長の孫が警察署に見学に訪れる。同日、河原の草むらから男の遺体が発見される。容疑者は、不法投棄事件を捜査していた双子の刑事のどちらかに絞られる。 |
| 田舎の刑事の昆虫記         | 書き下ろし                             | 食品会社の研究施設から、蜂の入った巣箱が盗まれる。捜査の過程で、蜂の研究を専門にしていた大学教授が亡くなり、自宅が放火されていたことが判明する。                         |
| 田舎の刑事の台湾旅行記     | 書き下ろし                             | 妻が懸賞で台湾旅行ペア券を当て、大の外国嫌いの黒川も渋々ながら参加する。だが、麻薬撲滅の講演をする予定だったイギリス人夫妻の息子の誘拐事件に遭遇する。                   |
| 田舎の刑事の闘病記         | 書き下ろし                             | 黒川が神経性胃炎で入院することになり、その病院で不審者が出没していると聞きつける。被害らしい被害が出ていなかったが、黒川は独自に調べ始める。                             |
| 田舎の刑事の動物記         | 『ミステリーズ!』vol.37 （2009年10月） | 野生のサルによる農作物の被害が拡大し、捕獲計画が持ち上がる。奇妙な動物行動学者の説に従い行動する中、一匹のサルが死に、その学者が“殺猿事件”だと騒ぎ出す。                 |
| 田舎の刑事の冬休みの絵日記 | 書き下ろし                             | 5カ月前の夏に発生した産廃の不法投棄事件で、管轄内に硫酸ピッチが投棄されていることが判明し、不正軽油の販売業者が管轄内にいることに黒川が気付く。                          |